# Jang Seung-yeon
Đây là một tên người Triều Tiên, họ là Jang.
Jang Seung-yeon (Hangul: 장승연, Hanja: 張丞延, Hán-Việt: Trương Thừa Nghiên, sinh ngày 6 tháng 11 năm 1996), là một nữ ca sĩ, vũ công người Hàn Quốc, trưởng nhóm của nhóm nhạc nữ Hàn Quốc CLC do công ty Cube Entertainment thành lập và quản lý.
Ban đầu, chức vụ trưởng nhóm do Seunghee đảm nhiệm. Nhưng sau một thời gian, chức trưởng nhóm đã được trao lại cho cô.

## Tiểu sử
Jang Seungyeon sinh ngày 6 tháng 11 năm 1996 tại Seongnam, Gyeonggi, Hàn Quốc. Hiện cô đã tốt nghiệp Trường Trung học Biểu diễn Nghệ thuật Seoul.

## Sự nghiệp

### Trước khi ra mắt
Trước khi ra mắt với tư cách thành viên của CLC, cô đã từng xuất hiện trong MV "Pretty Lingerie" của G.NA và MV "Beep Beep" của BTOB.

### 2015-nay: Ra mắt, trở thành trưởng nhóm của CLC
Cô được Cube Entertainment tiết lộ sẽ là thành viên chính thức của CLC, nhóm chính thức ra mắt vào ngày 19 tháng 3 năm 2015.
Ban đầu, chức vụ trưởng nhóm do Seunghee đảm nhiệm. Nhưng sau một thời gian, chức trưởng nhóm đã được trao lại cho cô. Hiện cô giữ vai trò trưởng nhóm, nhảy chính, hát dẫn, center trong nhóm.

## Danh sách đĩa nhạc
Mọi hoạt động âm nhạc của Seungyeon đều nằm trong danh sách đĩa nhạc của CLC.

## Góp mặt trong các video âm nhạc
| Bài hát         | Nghệ sĩ |
| --------------- | ------- |
| Pretty Lingerie | G.NA    |
| Beep Beep       | BTOB    |